# أدريان رييس
أدريان رييس (بالفرنسية: Adrien Ries)‏ هو شاعر قانوني ‏ ومحامي واقتصادي وقانوني لوكسمبورغي، ولد في 14 يوليو 1933 في Bivels ‏ في لوكسمبورغ، وتوفي في 10 أكتوبر 1991 في ريبوفيل في فرنسا.